# 模拟摄影测量
双像投影测图指在立体摄影测量中，利用立体像对的两张像片进行投影，有可能建立按比例缩小的地面几何模型．立体摄影测量也称双像测图，是由两相邻摄影站所摄取的、具有一定重叠度的一对像片为量测单元。这样的两张像片称为立体像对。
摄影基线延长线与左右像片的交点称为核点，通过摄影基线与任一地面点Ａ做的平面，称为点Ａ的核面，核面与像片的交线称为核线。对于同一核面的左右像片上的核线称为同名核线。
立体像对的相对定向元素和模型的绝对定向元素：相对定向元素是确定像对两张像片相对位置的元素。绝对定向元素是确定相对定向所建立的几何模型的比例尺和恢复模型空间方位的元素。
1. ↑  . www.sohu.com.   [2022-12-18].[]